# نات جاكوبس
نات جاكوبس (بالإنجليزية: Nat Jacobs)‏ (1 ديسمبر 1939 بمانشستر في المملكة المتحدة - ) هو ملاكم بريطاني، صنّف ضمن فئة وزن الويلتر والوزن المتوسط الخفيف ‏ والوزن المتوسط والوزن الثقيل الخفيف ‏.

## إحصائيات
خاض خلال مسيرته 56 نزالا، تعادل في 2 وفاز بالضربة القاضية في نزالين.